# Tékes
Tékes (németül: Teckisch) község Baranya vármegyében, a Hegyháti járásban.

## Fekvése
A Baranyai-hegyháton fekvő zsáktelepülés Dombóvártól mintegy 9, Komlótól 15 kilométerre. Erdőkkel övezett csendes falu. Közigazgatási területén áthalad a Mecsekjánosi-Vásárosdombó közti 6546-os út, de lakott területe vonatkozásában zsáktelepülésnek tekinthető, mivel oda csak az előbbi útból délnyugat felé kiágazó 65 177-es út vezet.

## Története
- Első írásos említése 1510-ben történt Thelkes néven, ekkor a Tolna vármegyei Anyavárhoz tartozott.
- A 18. században a király Esterházy Pálnak adományozta a falu. Részben ennek hatására az 1700-as évek végén német telepesek költöztek a faluba.
- A második világháború után a német származású lakosok egy részét kitelepítették.

## Közélete

### Polgármesterei
- 1990–1994: Pörnecz Gábor (független)[3]
- 1994–1998: Pörnecz Gábor (független)[4]
- 1998–2002: Pörnecz Gábor (független)[5]
- 2002–2006: Máté Gábor (független)[6]
- 2006–2010: Máté Gábor (független)[7]
- 2010–2014: Máté Gábor (független)[8]
- 2014–2019: Máté Gábor (független)[9]
- 2019–2024: Máté Gábor (független)[10]
- 2024– : Máté Gábor (független)[1]

A településen a 2002. október 20-án megtartott önkormányzati választás érdekessége volt, hogy az országos átlagot jóval meghaladó számú, összesen 7 polgármesterjelölt indult. Ilyen nagy számú jelöltre abban az évben az egész országban csak 24 település lakói szavazhattak, ennél több (8 vagy 10) aspiránsra pedig hét másik településen volt példa.

## A népesség alakulása
A helyi önkormányzat adatai szerint:
| Év   | Lakosok száma | Megjegyzés             |
| ---- | ------------- | ---------------------- |
| 1910 | 642 fő        | (magyar, német)        |
| 1930 | 619 fő        |                        |
| 1990 | 269 fő        | (91% magyar, 9% német) |
| 1996 | 284 fő        |                        |
| 2002 | 288 fő        |                        |
| 2006 | 298 fő        |                        |

A település népességének változása:
| Lakosok száma | 244  | 244  | 240  | 218  | 224  | 202  | 200  | 195  |
|               | 2013 | 2014 | 2015 | 2019 | 2021 | 2022 | 2023 | 2024 |

A 2011-es népszámlálás során a lakosok 95,4%-a magyarnak, 21,8% cigánynak, 0,4% lengyelnek, 1,7% németnek mondta magát (4,6% nem nyilatkozott; a kettős identitások miatt a végösszeg nagyobb lehet 100%-nál). A vallási megoszlás a következő volt: római katolikus 51,5%, evangélikus 6,3%, református 0,4%, felekezeten kívüli 23,8% (16,7% nem nyilatkozott).
2022-ben a lakosság 90,6%-a vallotta magát magyarnak, 29,2% cigánynak, 0,5% ruszinnak, 0,5% németnek, 0,5% lengyelnek, 0,5% egyéb, nem hazai nemzetiségűnek (8,9% nem nyilatkozott; a kettős identitások miatt a végösszeg nagyobb lehet 100%-nál). Vallásuk szerint 38,1% volt római katolikus, 4,5% evangélikus, 0,5% református, 0,5% egyéb keresztény, 20,3% felekezeten kívüli (35,1% nem válaszolt).

## Nevezetességei

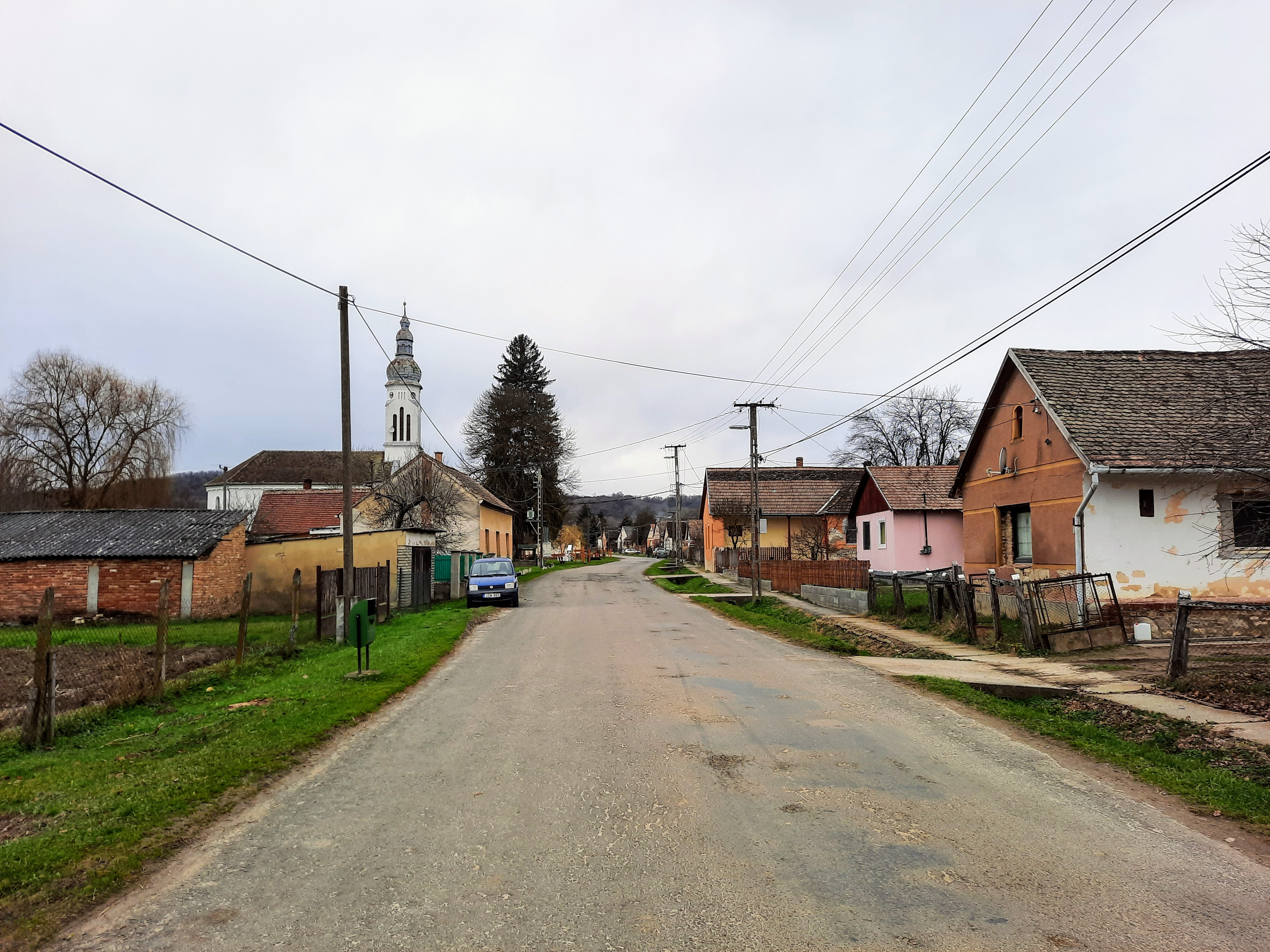
Petőfi Sándor utca

- evangélikus templom
- római katolikus templom

## Önkormányzat címe
- 7381 Tékes, Petőfi u. 55.

## Külső hivatkozások
- a Dunántúli Napló cikke